# Linn County (Kansas)
Linn County is een county in de Amerikaanse staat Kansas.
De county heeft een landoppervlakte van 1.551 km² en telt 9.570 inwoners (volkstelling 2000). De hoofdplaats is Mound City.